# Луций Бебий Див
Луций Бебий Див (на латински: Lucius Baebius Dives; † 189 пр.н.е.) e политик на Римската република през 2 век пр.н.е.
Произлиза от плебейската фамилия Бебии, клон Див. Той е претор в Далечна Испания. Ранен е по време на нападение от лузитаните през 189 пр.н.е. и умира скоро след това. Сменен е от Авъл Манлий Вулзон.